# Dicranomyia (Sivalimnobia) approximata
Dicranomyia (Sivalimnobia) approximata is een tweevleugelige uit de familie steltmuggen (Limoniidae). De soort komt voor in het Oriëntaals gebied.